# Хабібас

Острови Хабібас

Острови Хабібас (араб. جزر حبيبة, фр. Îles Habibas) (35°43′29″ пн. ш. 1°8′00″ зх. д. / 35.72472° пн. ш. 1.13333° зх. д.)) розташовані приблизно за 12 км від Алжирського узбережжя, на північний захід від Орана, і складаються з основного острова, довжиною 1,3 км, оточеного архіпелагом загальною площею близько 40 га, найвища точка досягає 105 метрів. Острови мають вулканічне походження.
Острови Хабібас розташовані в муніципалітеті Бу-Зеджар провінції Айн-Темушент.
Немає постійних населених пунктів, але є невеликий причал, маяк (побудований у 1879 році) і кілька невеликих будівель. Острови складають природний морський заповідник Іль-Хабібас. 
До кінця 2006 року, розпочався проект по відновленню і підтриманню островів з алжирським і французьким фінансуванням. Заявлена мета - підтримати місцеву екосистему. 